# La moglie saggia

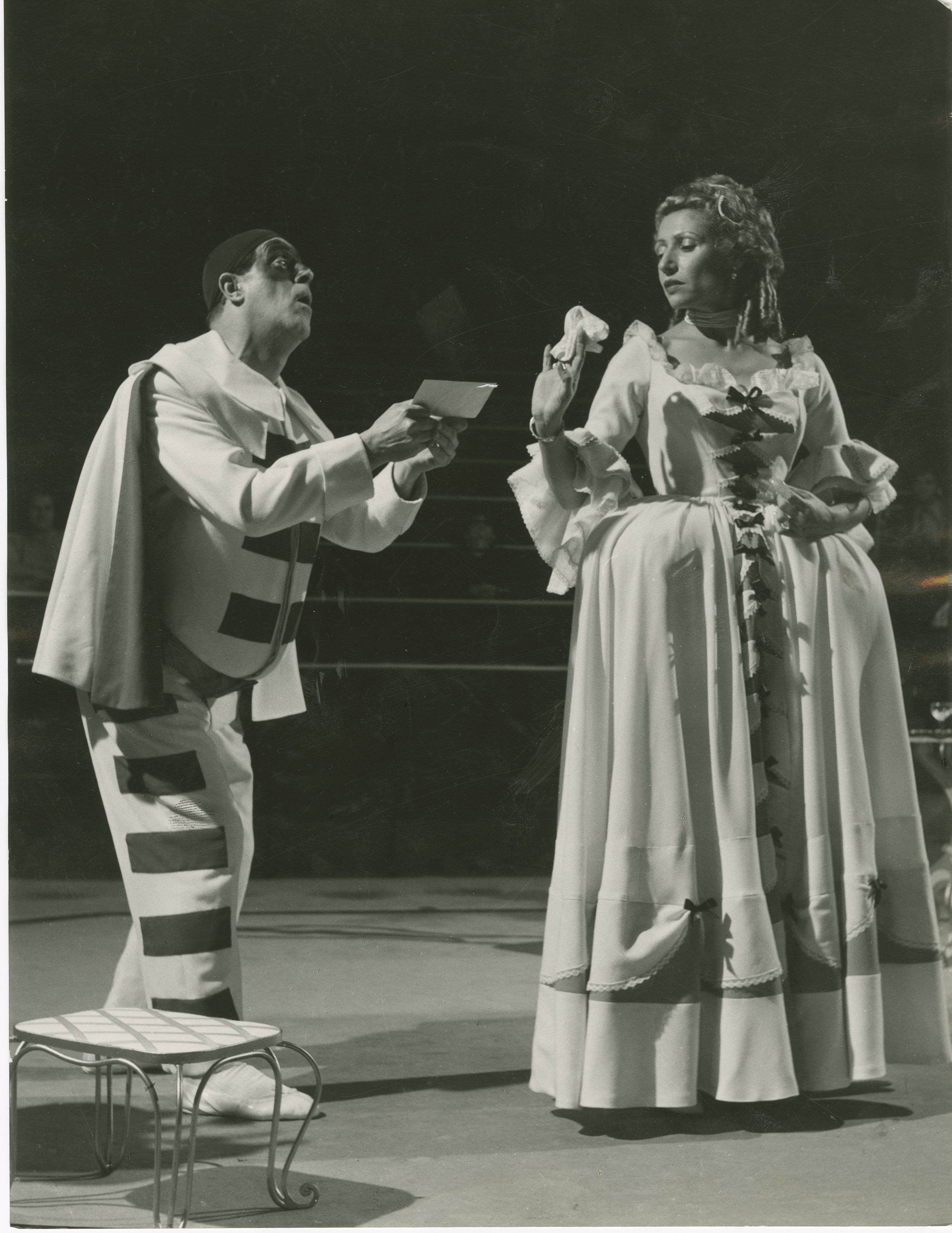
Fausto Tommei e Lida Ferro in una rappresentazione del 1954

La moglie saggia è un'opera teatrale in tre atti di Carlo Goldoni scritta nel 1752 e rappresentata per la prima volta a Venezia durante il Carnevale del 1752. In questa commedia, che fu favorevolmente accolta dal pubblico veneziano, l'autore mette in scena un caso estremo di disamore coniugale.

## Trama
Il malvagio Ottavio, preda di una passione sregolata per Beatrice, cerca di sbarazzarsi della virtuosa moglie Rosaura, avvelenandola. Scoperta la trama delittuosa, Rosaura finge di bere il veleno e di essere in fin di vita per riconquistare il marito, al quale - pentitosi - concederà il perdono.
La commedia, di argomento molto serio (oggi diremmo dark), è introdotta e contrappuntata dagli interventi comici dei servi e degli scrocchi, che servono a stemperare l'atmosfera e a denunciare e deridere le abitudini viziose dei padroni.

## Poetica
Scrive Goldoni nella prefazione per l'edizione a stampa: Gran disgrazia è per una Moglie l’avere un Marito disordinato, ma questa disgrazia suol divenire ancora maggiore, quando manca nella Consorte quella prudenza, che in simili casi è necessarissima. La gelosia, i rimproveri, le invettive non fanno che indispettire ed irritare gli animi maggiormente, e in luogo di movere a compassione, non inspirano che odio ed ostinatezza. Non è che una donna onorata, e molto meno una dama, abbia da tollerare tranquillamente i torti che dal marito gli vengon fatti [...], ma s’ei non ama la Moglie, ed è da qualche altra passion prevenuto, convien che la donna conservi l’affetto, ed adoperi la prudenza. Questa è quella virtù che costituisce la Moglie Saggia, questa è quella virtù di cui ho arricchita la mia Rosaura, per esempio delle donne prudenti e per conforto delle misere tribolate. 
Questa Commedia sarebbe una lezione troppo morale per un Teatro, se non fosse adornata di un competente ridicolo. Gli scrocchi formano un episodio altrettanto vero, quanto giocoso, e i servi, nell’atto che contribuiscono all’intreccio ed alla catastrofe della rappresentazione, divertono l'uditore, e conservano il loro proprio carattere.

## Critica
Secondo Giuseppe Ortolani, questa commedia per i primi due atti può essere considerata al livello delle migliori opere del teatro goldoniano. Torna il tema della moglie virtuosa, che l'autore aveva già rappresentato ne La buona moglie: Rosaura, moglie trascurata del conte Ottavio per la capricciosa marchesa Beatrice, offre un esempio borghese (è figlia di Pantalone) della fedeltà e della saggezza coniugali. Assolutamente fuori del comune la scena VII del II atto, nella quale Rosaura si fa ricevere dalla rivale per chiedere consiglio su come riconquistare l'amore del marito. Dal terzo atto in poi, però, l'autore riporta la storia nel meccanismo convenzionale, sacrificando alla necessità del lieto fine la novità dell'invenzione.